# Cecilio Maria Cortinovis
Cecilio Maria Cortinovis, o semplicemente Fra Cecilio, al secolo Antonio Pietro Cortinovis (Nespello, 7 novembre 1885 – Bergamo, 10 aprile 1984), è stato un religioso cappuccino italiano, fondatore dell'Opera San Francesco per i poveri di Milano. Il 6 marzo 2018 papa Francesco ne ha riconosciuto le virtù eroiche, concedendogli quindi il titolo di venerabile.

## Biografia

### I primi anni

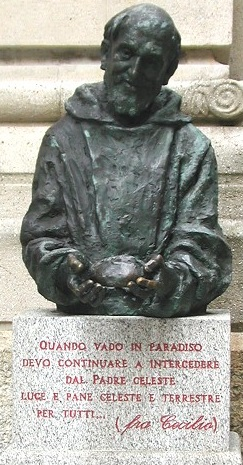
Monumento commemorativo presso il convento dei cappuccini che lo ospitò dal 1910 al 1984

Nato a Nespello, una piccola frazione del comune di Costa Serina, in provincia di Bergamo, Antonio era il settimo di nove figli. Suo padre fu per qualche tempo sindaco del paese, mentre sua madre Angela Gherardi fu la sua prima guida spirituale. Grazie ai consigli della madre ed alla preparazione ricevuta dal parroco locale, infatti, il piccolo Pietro Antonio ricevette la cresima il 10 agosto 1892 ed in seguito la comunione il 7 aprile 1896.
Giovanissimo (frequentava appena la terza classe elementare), maturò la vocazione sacerdotale iscrivendosi col compimento del quattordicesimo anno al Terz'ordine francescano. Il 29 luglio 1908 vestì l'abito francescano e prese il nome religioso di Fra Cecilio Maria con cui divenne in seguito maggiormente conosciuto. Trascorse a Lovere l'anno di noviziato, ad Albino ed a Cremona l'anno successivo.

### L'arrivo al Convento dei Cappuccini di Milano

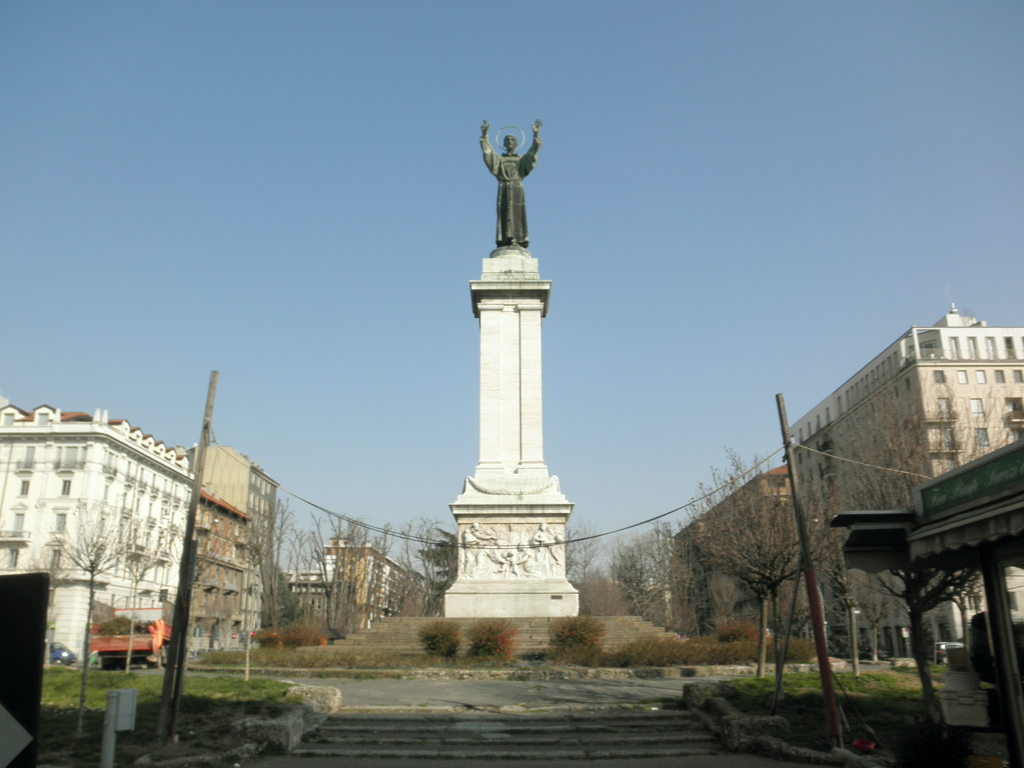
Monumento a san Francesco d'Assisi realizzato da Domenico Trentacoste per piazza Risorgimento a Milano. Per modellare il volto del santo frate, lo scultore si ispirò proprio alla figura di fra Cecilio.

Venne destinato nell'aprile del 1910 al Convento dei Cappuccini di Porta Monforte, in viale Piave a Milano, sede che lasciò in seguito solo per il servizio militare. Nel 1914, colpito da meningite, venne guarito improvvisamente per intercessione, si disse, del beato Innocenzo da Berzo al quale egli stesso si dirà sempre spiritualmente molto legato. Nel luglio del 1916 venne richiamato alle armi per le urgenze della Grande Guerra e venne destinato al 5º Reggimento alpini di stanza a Tirano, nella 3ª compagnia complementare di rinforzo al battaglione "Stelvio" sul Monte Nero, ma a causa della sua fragile salute ed i frequenti problemi cardiaci riscontrati negli anni, venne congedato già dal novembre di quello stesso anno e definitivamente riformato nel 1918. Tornato a Milano, decise dopo aver vissuto l'esperienza della guerra di emettere i voti ufficiali e di divenire dunque anche sacerdote, riprendendo tra l'altro la sua attività di sacrestano a cui era già stato assegnato da diversi anni. Nel 1921 venne nominato portinaio, ottenendo inoltre l'incarico di questuante per i poveri della città: nel giro di pochi mesi ottenne un aumento delle donazioni in pane del 25% in virtù del suo carisma e della sua attenta predicazione. Nel 1927 collaborò attivamente nella raccolta dei fondi per la costruzione di un monumento voluto dalla cittadinanza e dedicato alla figura di San Francesco d'Assisi eretto in piazza Risorgimento a Milano. Per la realizzazione del santo di Assisi lo scultore Domenico Trentacoste incaricato della realizzazione del monumento, chiamò nel suo studio di Firenze proprio lo stesso fra Cecilio col quale aveva già avuto diversi contatti per meglio conoscere la vita di San Francesco.

### Il grande impegno a favore della carità

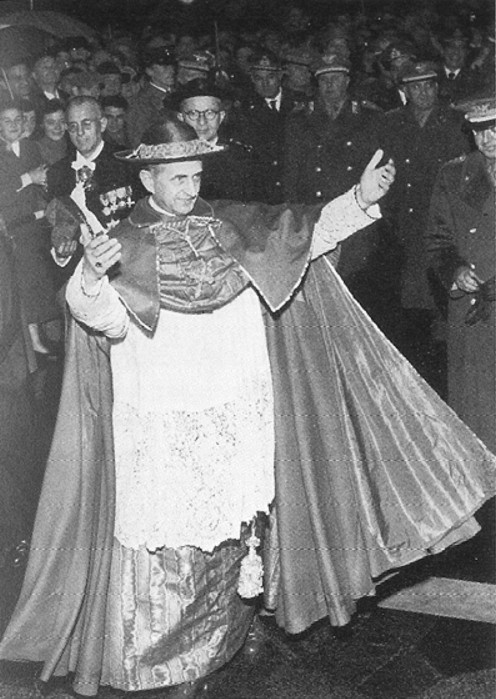
L'allora cardinale Montini fu tra i primi a supportare l'operato di fra Cecilio a Milano

Durante gli anni della Seconda guerra mondiale, ospitò e sfamò segretamente nel convento diversi ebrei ed emarginati, occupandosi ancora una volta di assistere i poveri e gli sfollati durante i bombardamenti, creando nel convento milanese un'oasi di pace mentre la città si trovava attanagliata dalla guerra.
Nel 1959, con l'appoggio dell'arcivescovo Giovanni Battista Montini, fondò e diresse l'Opera San Francesco per i poveri, ancora oggi una delle più importanti realtà assistenziali a servizio degli emarginati e delle persone più provate della grande metropoli milanese con la distribuzione di quasi 2500 pasti quotidiani. Mantenne per quest'opera stretti rapporti di collaborazione con fra Lino Esterino Garavaglia da Mesero, in seguito divenuto vescovo di Tivoli e di Cesena.
Per gli impegni in campo caritatevole al servizio dell'intera comunità milanese, nel 1969 ricevette dal comune di Milano una medaglia d'argento e nel 1973 quella d'oro della Provincia di Milano.
Morì all'età di 98 anni il 10 aprile 1984 alle ore 21.15 presso l'infermeria del convento dei Frati Cappuccini di Bergamo dove era stato ricoverato già da qualche tempo per cure migliori. La salma del frate, in odore di santità, venne in seguito trasferita per le esequie nella Chiesa del Sacro Cuore officiata dai cappuccini in viale Piave n.2 a Milano dove venne in seguito sepolto.
La causa di beatificazione, iniziata nel 1996 su diretto interessamento dell'arcivescovo Carlo Maria Martini che lo ha proclamato al titolo di Servo di Dio, ha già concluso tutte le formalità istruttorie e gli atti sono ora all'esame della Santa Sede. Il 6 marzo 2018 papa Francesco ne ha riconosciuto le virtù eroiche, concedendo quindi il titolo di Venerabile.